# Molledo
Molledo é um município da Espanha na comarca de Besaya, província e comunidade autónoma da Cantábria. Tem 71,1 km² de área e em 2021 tinha 1 494 habitantes (densidade: 21 hab./km²).

## Demografia
| Variação demográfica do município entre 1991 e 2004 [carece de fontes?] | Variação demográfica do município entre 1991 e 2004 [carece de fontes?] | Variação demográfica do município entre 1991 e 2004 [carece de fontes?] | Variação demográfica do município entre 1991 e 2004 [carece de fontes?] |
| ----------------------------------------------------------------------- | ----------------------------------------------------------------------- | ----------------------------------------------------------------------- | ----------------------------------------------------------------------- |
| 1991                                                                    | 1996                                                                    | 2001                                                                    | 2004                                                                    |
| 2154                                                                    | 2024                                                                    | 1848                                                                    | 1858                                                                    |